# جيم جلوفر
جيم جلوفر (بالإنجليزية: Jim Glover)‏ (و. 1942 – م) هو مغن، ومغن مؤلف من الولايات المتحدة الأمريكية .

## التعليم
تعلم في جامعة ولاية أوهايو.